# Șamil Serikov
Șamil Serikov (n. 5 martie 1956, Almaty, RSS Kazahă, URSS – d. 22 noiembrie 1989, Almaty, RSS Kazahă, URSS) a fost un luptător sovietic, medaliat olimpic. A participat la o ediție a Jocurilor Olimpice (1980) în care a câștigat o medalie de aur.

## Participări
Lista de mai jos prezintă principalele competiții la care a participat Șamil Serikov de-a lungul carierei.
- wrestling at the 1980 Summer Olympics – men's Greco-Roman 57 kg[*]